# Festival du cinéma grec 1976
Le Festival du cinéma grec de 1976 fut la 17e édition du Festival international du film de Thessalonique. Elle se tint du 24 septembre au 3 octobre 1976.

## Jury
- Président du jury de la compétition nationale : Mélina Mercouri
- Président du jury de la compétition internationale : Diane Baker
- Président du comité de sélection de la compétition nationale : Eleni Halkousi

## Palmarès
- Happy Day : meilleur film, meilleur réalisateur, meilleure musique et diverses mentions spéciales
- Chypre, l'autre réalité : second meilleur film et mention spéciale pour le montage
- L'Autre Lettre : second meilleur film et meilleure photographie